# フィン・ユール

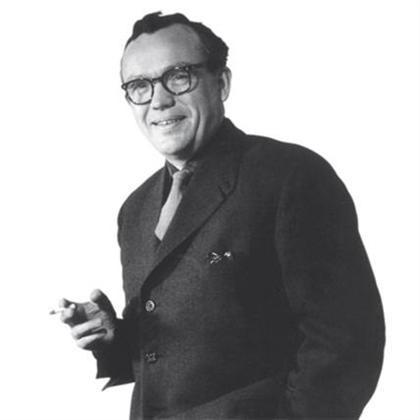
フィン・ユール

フィン・ユール（Finn Juhl、1912年1月30日 - 1989年5月17日）はデンマークの建築家、家具デザイナー。アルネ・ヤコブセン、ハンス・J・ウェグナーと共に、デンマークの近代家具デザインにおける代表的な人物である。

## 生涯
1912年、デンマークのコペンハーゲンに生まれる。1934年にデンマーク王立芸術アカデミーを卒業。1935年、建築家のヴィヘルム・ラオリッツェンの事務所に勤務。1940年ペリカンチェアを発表。1945年独立して事務所を構える。

## 展覧会
2022年、東京都美術館で「フィン・ユールとデンマークの椅子」展が開催される。

## 作品
- ペリカンチェア（1940年）
- ポエト（1941年）
- イージーチェア No.45（1945年）
- チーフティンチェア（1949年）
- アームチェアNo.48（1948年）
- アームチェアNV-44（1944年）この世に12脚しか存在しないと言われている幻の椅子である。

## ギャラリー

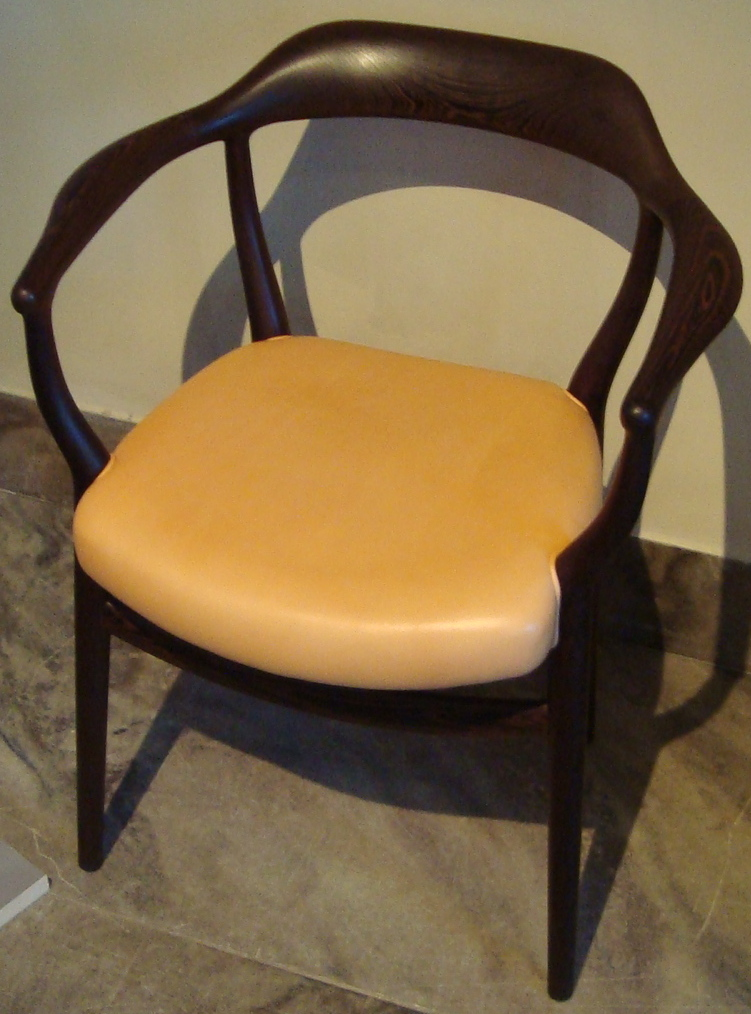
ボーンチェア (1944年)
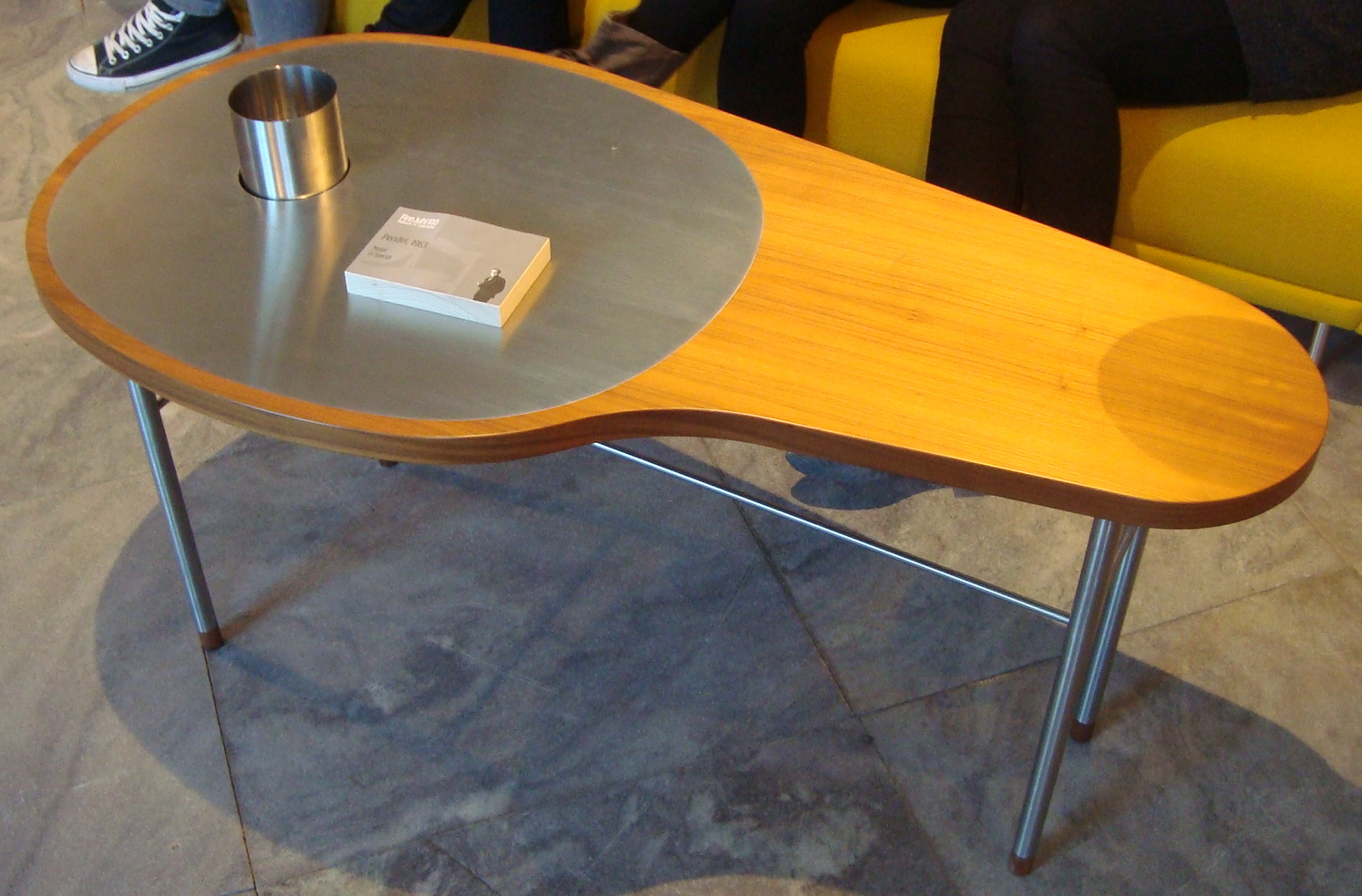
ロス・コーヒーテーブル (1948年)
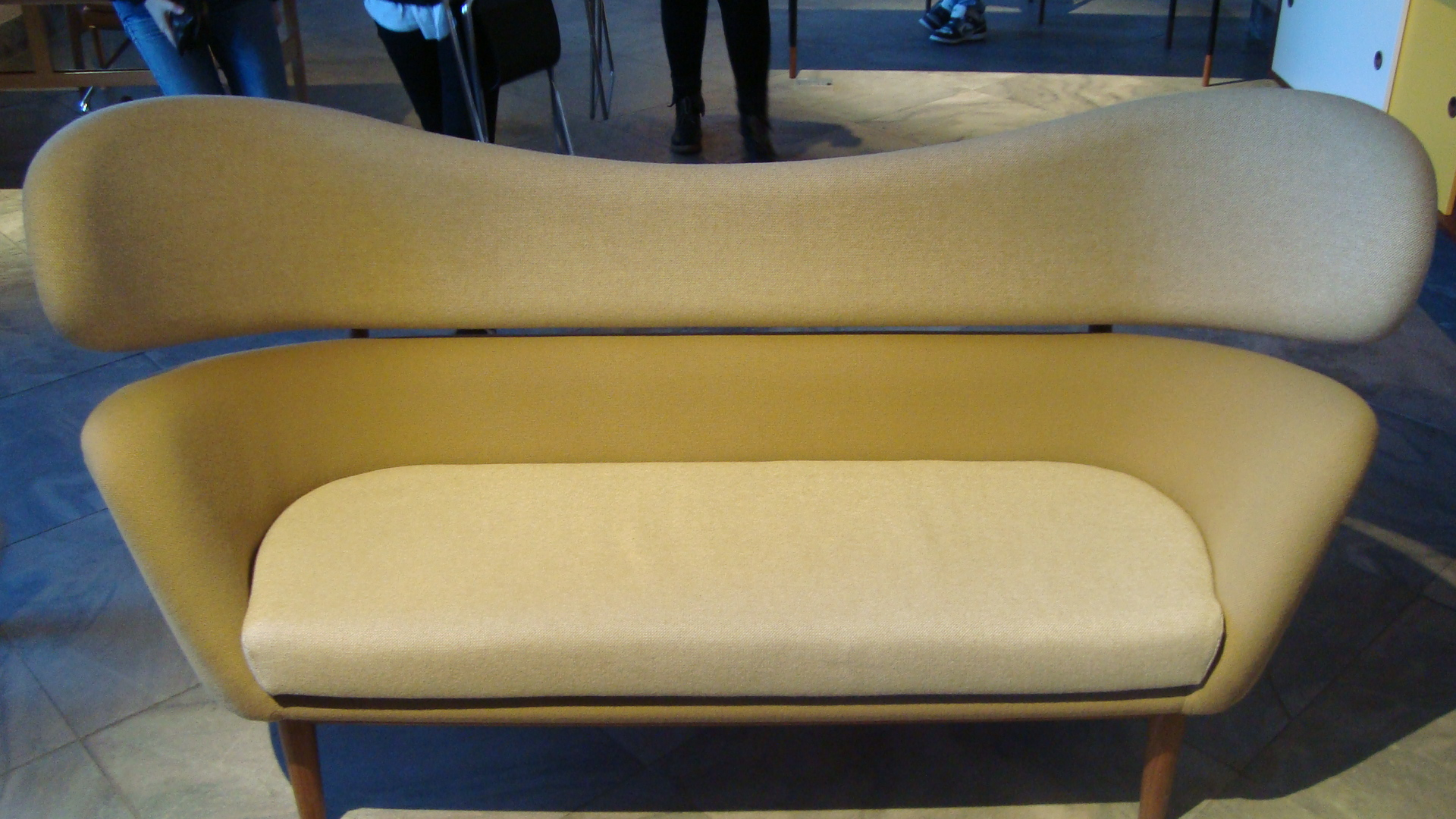
ベイカー・ソファ (1951年)
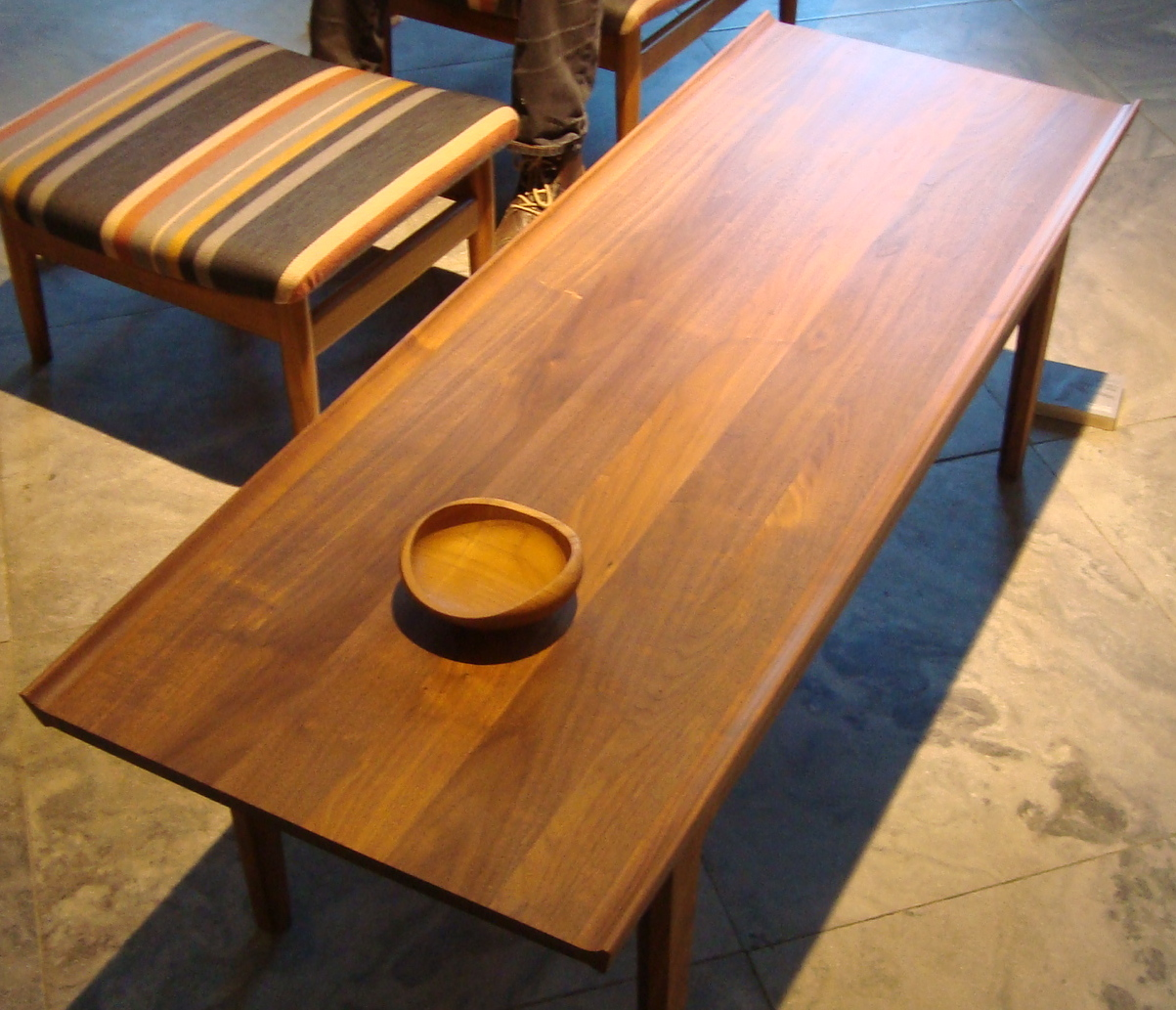
BO101 (1953年)
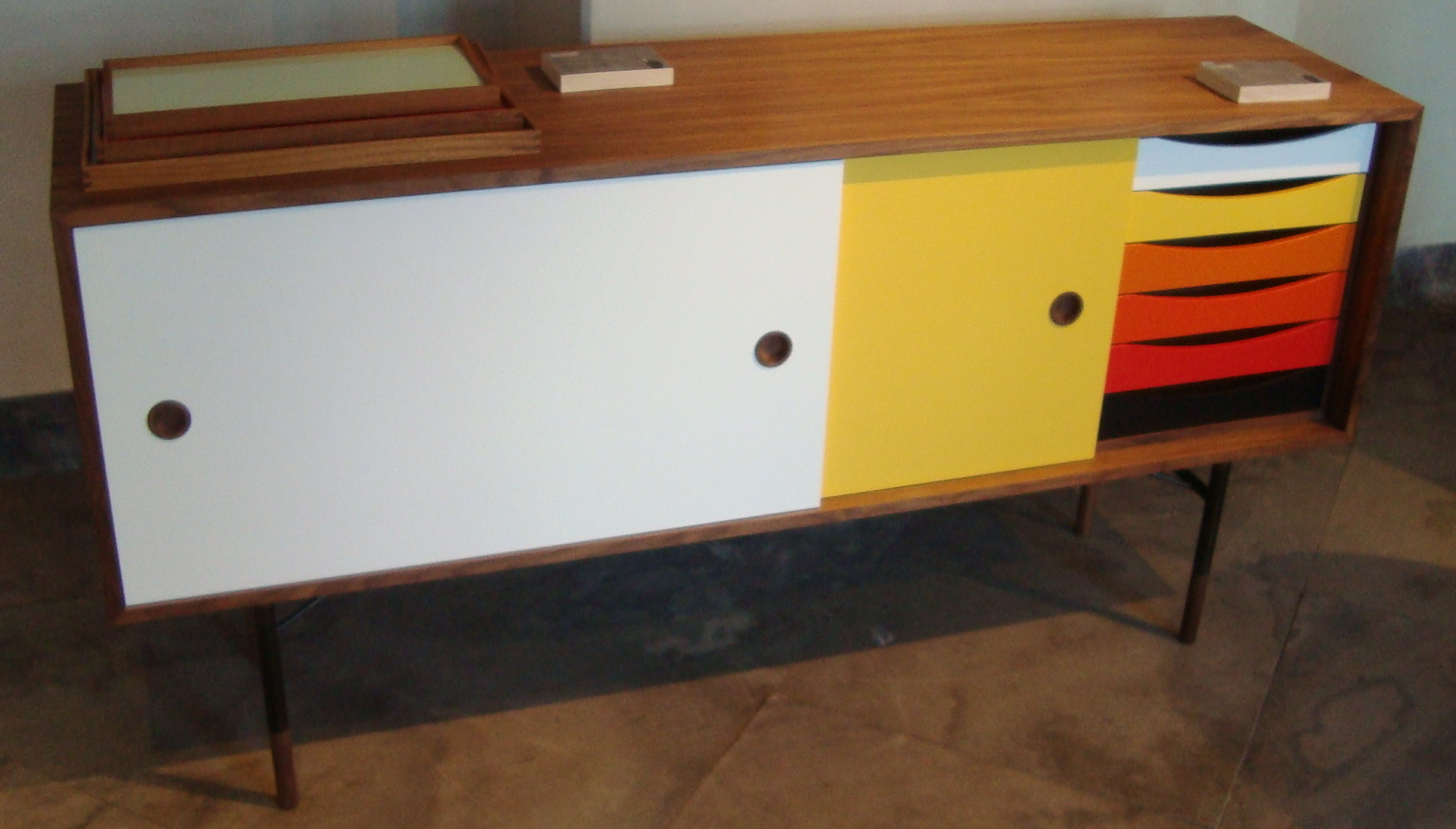
ゲーテの色彩論に着想を得た FJ サイドボード (1955年)
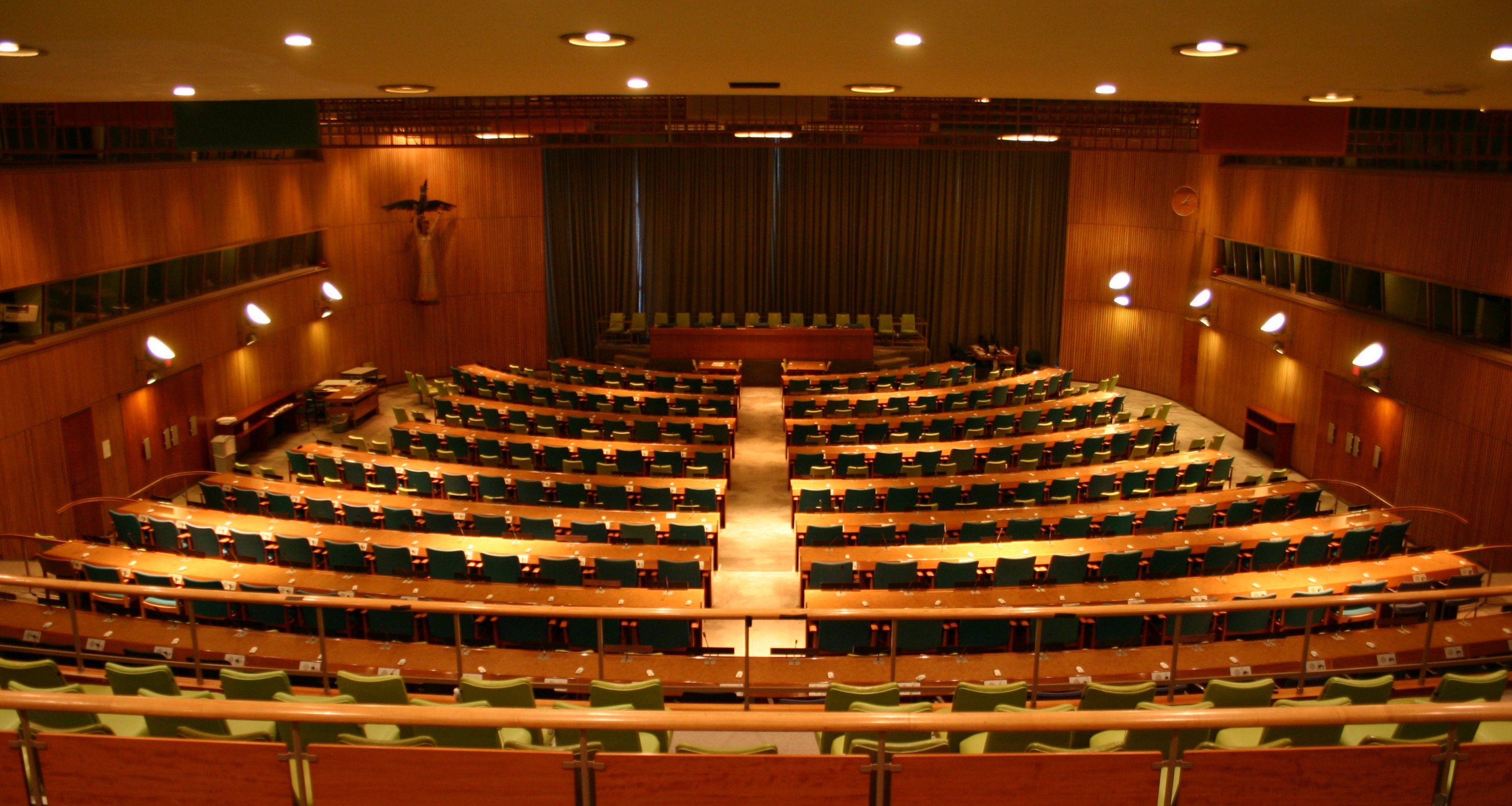
国際連合信託統治理事会の会議場 (1951年)